# BMW Open 2009
BMW Open 2009 — тенісний турнір, що проходив на ґрунтових кортах у місті Мюнхен, Німеччина з 4 травня. Належав до категорії ATP World Tour 250.

## Фінальна частина

### Одиночний розряд
Томаш Бердих —  Михайло Южний 6–4, 4–6, 7–6(7–5)

### Парний розряд
Ян Герних /  Іво Мінарж —  Ешлі Фішер /  Джордан Керр 6–4, 6–4